# Чевель
Чевель (укр. Чевель) — село в Старовыжевской поселковой общине Ковельского района Волынской области Украины.
До 2020 года входило в Старовыжевский район.
Код КОАТУУ — 0725084003. Население по переписи 2001 года составляет 723 человека. Почтовый индекс — 44415. Телефонный код — 3346. Занимает площадь 2,459 км².
была основана около 1521 г. оно упоминается как урочище Чевель. В этом селе церковь во имя святой и живоначальной троицы. Построена в 1871 г. на средства прихожан. Деревянная, на каменном фундаменте крыта железом и покрашена. Колокольня построена отдельно. крыта железом. Зданием эта церковь была перенесена из с.Старой выжвы